# Luis Gil Fernández
Luis Gil Fernández (Madrid, 1927 - Madrid, 30 de septiembre de 2021) fue un filólogo, helenista, historiador y traductor español, con una larga carrera docente en el ámbito de la enseñanza pública.

## Biografía
Estudió en el Instituto Ramiro de Maeztu de Madrid. Doctor en Filología Clásica por la Universidad de Madrid con premio extraordinario en 1956. Amplió estudios en las universidades de Oxford, Múnich y en la Biblioteca Nacional de París.
Catedrático de Filología Griega en las universidades de Valladolid, Salamanca y la Complutense de Madrid, de la que ha sido profesor emérito desde 1992. Ha editado, traducido y escrito comentarios sobre numerosos autores de la Grecia clásica, como Platón, Lisias, Sófocles, Luciano o Aristófanes.

## Obras
- El Imperio luso-español y la Persia Safávida, Tomo 1 (1582-1605) (ISBN 84-7392-638-2)
- Los antiguos y la inspiración poética
- La cultura española en la Edad Moderna.
- Introducción a Homero
- Transmisión mítica
- Therapeia: la medicina popular en el mundo clásico, Madrid : Triacastela, 2004. ISBN 84-95840-20-0
- Formas y tendencias del humanismo valenciano quinientista, Madrid: Ediciones del Laberinto, 2003. ISBN 84-8483-149-3
- Oneirata: esbozo de oniro-tipología cultural grecorromana. Universidad de Las Palmas de Gran Canaria, 2002. ISBN 84-95792-91-5
- Martín Fernández de Figueroa, Conquista de las Indias de Persia e Arabia que fizo la armada del rey don Manuel de Portugal. Edición de Luis Gil Fernández, Valladolid: Secretariado de Publicaciones e Intercambio Editorial, Universidad de Valladolid, 1999. ISBN 84-7762-988-9
- Aristófanes Madrid: Editorial Gredos, 1996. ISBN 84-249-1836-3
- Con Ilia M. Tabagua Fuentes para la historia de Georgia en bibliotecas y archivos españoles (siglos XV-XVII) Universidad Complutense, 1993. ISBN 84-7491-438-8
- García de Silva y Figueroa, Epistolario diplomático. Edición de Luis Gil Fernández, Institución Cultural "El Brocense", 1989. ISBN 84-86854-23-7
- Censura en el mundo antiguo, Alianza Editorial, 1985. ISBN 84-206-2432-2
- Panorama social del humanismo español: (1500-1800) Editorial Alhambra, 1981; segunda edición Madrid: Tecnos, 1997. ISBN 84-205-0850-0
- Campomanes un helenista en el poder, Fundación Universitaria Española, 1976. ISBN 84-7392-005-8
- De pirata inglés a repúblico español: vida e industrias de Antonio Sherley (1565-1633). ISBN 978-8466935944

## Distinciones
- Premio Internacional Menéndez Pelayo del C.S.I.C. (1969).
- Premio Nacional a la Obra de un Traductor (1999).[4]
- Premio Nacional de Historia de España (2007), por su obra El imperio luso-español y la persia safávida, Madrid, Fundación Universitaria Española, 2006.[5][6]